# 家族ごっこ
『家族ごっこ』（かぞくごっこ）は、内田英治・木下半太監督、内田英治・木下半太・福田桃子・平谷悦郎・三輪江一の脚本による2015年の映画。

## あらすじ
どこかズレた5組の家族（『鈴木ごっこ』『佐藤家の通夜』『父の愛人たち』『貧乳クラブ』『高橋マニア』）を描くオムニバス作品。

## キャスト

### 鈴木ごっこ
- 斎藤工
- 柄本時生
- 霧島れいか
- 小木茂光
- 筒井真理子

### 佐藤家の通夜
- 新木優子
- 鶴田真由
- 小山田将
- 森本のぶ
- 木下ほうか
- 斉藤結女
- 宮地眞理子
- 平栗里美

### 父の愛人たち
- 小林豊
- 我妻三輪子
- 谷桃子
- 櫻木百
- 岡本あずさ
- 桑原麻紀
- 早川知子

### 貧乳クラブ
- 新木優子
- 尾藤亜衣
- 仁科あい
- 小橋宏美
- 瀧マキ
- 平岡亜紀
- 影山樹生弥

### 高橋マニア
- でんでん
- しいなえいひ
- 矢部太郎
- 伊藤沙莉
- 渡辺奈緒子
- 高川裕也
- 曽我部洋士
- 新晟聡

## スタッフ
- 監督：内田英治、木下半太
- 脚本：内田英治（「佐藤家の通夜」「高橋マニア」）、木下半太（「鈴木ごっこ」「父の愛人たち」）、平谷悦郎（「高橋マニア」）、三輪江一（「鈴木ごっこ」）、福田桃子（「貧乳クラブ」）
- 製作：小野恵賜、谷口誠治
- プロデューサー：内田英治
- 共同プロデューサー：萩尾裕茂
- アシスタントプロデューサー：田口梓
- 撮影：野口健司（「鈴木ごっこ」「佐藤家の通夜」）、小美野昌史（「貧乳クラブ」「父の愛人たち」）、葛西幸祐（高橋マニア）
- 照明：谷本幸治
- 録音・整音：伊藤裕規
- 音響効果：丹愛
- ヘアメイク：板垣美和、堀川貴世
- スタイリスト：原田幸枝
- エンディングテーマ：ゆるめるモ!「波がない日」
- 製作：SDP、フォーチュンエンターテイメント、東京さくら印刷
- 企画：Liberas/KAZEプロダクション